# Кримськоготська мова
Кримськоготська мова —  діалект готської мови, яким послуговувались кримські готи в деяких районах Криму до кінця XVIII ст.

## Назви
- Кримськоготська мова
- Кримська мова

## Загальні відомості
Існування германського діалекту в Криму підтверджено джерелами від IX до XVIII ст. Проте, лише одне джерело проливає світло на саму мову – лист австрійського дипломата Оґ’єра Ґіслена де Бусбека, датований 1562 р., та опублікований вперше в 1589 р. Лист містить список з 96 слів та фраз, а також пісню готською мовою, які дипломат почув від кримчан, що перебували в Константинополі.
Інформація Бусбека не є досконалою.  По-перше, обидва інформатори не володіли мовою бездоганно (один був грецьким мовцем, який знав кримськоготську як другу мову; другий був готом, що відмовився від рідної мови на користь грецької). По-друге, імовірно, що рідна фламандська мова Бусбека вплинула на транскрипцію написаних ним слів. По-третє, у тексті, що вважається єдиним джерелом, безсумнівно мали місце друкарські помилки.
Існує дві альтернативні концепції: кримськоготська є окремою гілкою східногерманських мов, що відрізняється від готської мови єпископа Ульфіли; або кримськоготська походить від діалекту західногерманських поселенців, які мігрували до Криму в ранньому Середньовіччі, і чия мова згодом була видозмінена під впливом готської.
Обидві теорії було запропоновано в  XIX ст. Оскільки немає спільної концепції щодо цього питання, заведено вважати, що кримськоготська не походить від біблійної готської.
Пісня, що цитована Бусбеком не є достеменно германською, і визнана такою, що не може бути чітко витлумачено. Досі не існує консенсусу, чи вона написана справді кримськоготською мовою.
За деякими свідченнями, остання особа, яка говорила кримськоготською мовою, померла в XVII столітті.

## Дивись також
- Готи
- Готська мова
- Готська абетка